# Brachyplatystoma tigrinum
Brachyplatystoma tigrinum es una especie de pez de la familia Pimelodidae en el orden de los Siluriformes.

## Morfología
Los machos pueden llegar alcanzar los 60 cm de longitud total.

## Hábitat
Es un pez de agua dulce. y de clima tropical (22 °C-26 °C).

## Distribución geográfica
Se encuentran en Sudamérica:  cuenca del río Amazonas.